# جناح طائر الملكة ألكسندرا
جناح طائر الملكة ألكسندرا (الاسم العلمي Ornithoptera alexandrae)، هي نوع من الفراشات من فصيلة الفراشات خطافية الذيل، يصل باع جناحها إلى 28 سنتمترًا، هذه الفراشة هي الأكبر بين أنواع الفراشات، كما أنها الأندر، وهي تعيش في جنوب شرق غينيا الجديدة في الغابات الكثيفة ولا تنزل الأرض إلا فيما ندر. تملك هذه الفراشة أجنحة ضيقة، وهي قوية جدًا في الطيران سواء أكان ذلك بضربات أجنحتها أو بانزلاقاتِها الطويلة في الهواء. وتمتلك أساريع هذه الفراشة قرنين طويلين يحميانها من أي اعتداء، وتتغذى على نوعًا من أنواع الزراوند، تضع بيوضها عاليًا، في الجزء المُتَغَصَّن من الغابة.